# Yûna de la pension Yuragi
Yûna de la pension Yuragi (ゆらぎ荘の幽奈さん, Yuragi-sō no Yūna-san) est une série de shōnen manga écrite et dessinée par Tadahiro Miura. Elle est prépubliée dans le magazine de prépublication de manga Weekly Shōnen Jump de Shūeisha entre le 8 février 2016 et le 8 juin 2020, ; elle est rassemblée en vingt-quatre volumes tankōbon. Pika Édition publie la série en français depuis février 2018.
Une adaptation en anime par le studio XEBEC est diffusée pour la première fois entre juillet et septembre 2018,. Un jeu vidéo sur PlayStation 4 est sorti en novembre 2018.

## Synopsis
La série suit la vie du lycéen malchanceux et sans-abri Kogarashi Fuyuzora. Dans sa recherche d'une maison, il est présenté au Yuragi-sō, une pension de famille à prix cassé et vieille auberge à source thermale. La raison pour laquelle l'une des chambres du Yuragi-sō est si peu cher est qu'elle est hantée par la belle revenante Yûna dont le cadavre a été découvert dans l'auberge. Tout en apprenant à cohabiter avec cette dernière, il découvrira les secrets surnaturels qui entoure le reste des résidentes de la pension…

## Personnages
Kogarashi Fuyuzora (冬空 コガラシ, Fuyuzora Kogarashi)
Voix japonaise : Yūki Ono,,
Kogarashi Fuyuzora est le protagoniste de la série. Il est étonnamment sérieux malgré son apparence de délinquant. Fuyuzora est habituellement calme, serein et confiant. Cependant, il devient facilement troublé lorsqu'il est mis dans des situations perverses. Il possède une certaine disposition avec les fantômes, ce qui lui a valu d'être tourmenté par ces derniers quand il était plus jeune. Avant de rejoindre le Yuragi-sō, il vivait isolé pour pouvoir entraîner ses capacités spirituelles avec un puissant mentor qui était l'un des derniers membres de la famille Yatahagane (鋼咫鋼), ce qui lui a permis de devenir un médium et la seule personne vivante connue capable d'utiliser les pouvoirs des Yatahagane.
Yûna Yunohana (湯ノ花 幽奈, Yunohana Yūna)
Voix japonaise : Miyuri Shimabukuro (ja),,
Personnage-titre de la série, Yûna est un fantôme à l'apparence d'une jeune fille de 16 ans. Seuls ceux qui possèdent des pouvoirs spirituels assez élevés peuvent la voir. Pour le commun des mortels, elle est aperçue comme étant une silhouette blanche et flottante. Hantant la chambre 4 depuis son décès, elle cohabitera avec Kogarashi Fuyuzora qui est le seul colocataire qui n'a pas pris peur d'elle. Elle ne se souvient pas de son ancienne vie et demande l'aide de Kogarashi pour l'aider à découvrir qui elle était, tout en développant un attachement envers ce dernier.
Chisaki Miyazaki (宮崎 千紗希, Miyazaki Chisaki)
Voix japonaise : Eri Suzuki,,
Elle est une camarade de classe de Kogarashi au lycée Yukemuri. Elle est une humaine normale sans pouvoirs spirituels, et une fille populaire à l'école, connue pour sa beauté. Elle s'est liée d'amitié avec Kogarashi après l'avoir rencontré au premier jour du lycée et, plus tard, elle a développé pour lui des sentiments quand il a su se montrer comme étant une personne fiable.
Sagiri Ameno (雨野 狭霧, Ameno Sagiri)
Voix japonaise : Rie Takahashi,,
Une des résidentes de la pension, Sagiri est une jeune fille très sérieuse. Faisant partie du clan principal des Ameno, elle y a été formée en tant que kunoichi pour combattre les êtres malveillants. Elle fréquente en outre le lycée Yukemuri. Bien qu'elle ait également développé des sentiments envers Kogarashi, elle choisit de les contenir pour sa propre fierté et son intention de ne pas gêner les autres filles qui aiment Kogarashi.
Hibari Ameno (雨野 雲雀, Ameno Hibari)
Voix japonaise : Honoka Inoue
Hibari est la cousine de Sagiri. Comme cette dernière, elle a été élevée pour devenir une kunoichi afin de lutter contre des monstres et esprits de tout genre. Elle se considère comme une rivale de Sagiri et veut la surpasser un jour. Elle a rencontré Kogarashi et l'a forcé à faire semblant d'être son petit ami pour désarçonner Sagiri. Finalement, elle emménage à l'auberge Yuragi après s'être entichée de l'héroïsme de Kogarashi et avoir aidé Sagiri dans ses missions.
Yaya Fushiguro (伏黒 夜々, Fushiguro Yaya)
Voix japonaise : Yui Ogura,,
Également résidente au Yuragi-sō, Yaya est une jeune fille possédée par un nekokami (猫神), appelé Shiratama (シラタマ), c'est pourquoi elle possède une apparence de nekomimi et est montrée avec un comportement de félin. Grâce à leur lien, elle peut faire appel à son pouvoir chaque fois que cela est nécessaire.
Chitose Nakai (仲居 ちとせ, Nakai Chitose)
Voix japonaise : Sayaka Harada (ja),,
Malgré son apparence de collégienne, Chitose est une personne mature en raison de sa longévité, elle est devenue la figure maternelle de la pension avec son attitude enjoué. En tant que zashiki warashi, elle dispose de pouvoirs influant sur la vie des gens, leur apportant par exemple de la chance, mais elle ne les utilise que rarement à cause des conséquences potentielles.
Nonko Arahabaki (荒覇吐 呑子, Arahabaki Nonko)
Voix japonaise : Ai Kakuma (ja),,
Une oni mangaka vivant aussi au Yuragi-sō. Elle est souvent vue avec de l'alcool. Elle aime boire de l'alcool, et plus elle s'enivre, plus son pouvoir d'oni augmente. Elle fait partie de la famille Yoinozaka (宵ノ坂), l'une des trois grandes familles du Japon.
Koyuzu Shigaraki (信楽 こゆず, Shigaraki Koyuzu)
Voix japonaise : Anzu Haruno (ja),,
Koyuzu est une petite tanuki qui aime les grosses poitrines. Âgée de 10 ans, elle est une « adulte » parmi ses semblables qui a malheureusement des difficultés dans ses transformations. Elle traquait secrètement Chisaki pour créer le déguisement humain parfait. Après avoir été découverte par Chisaki, Kogarashi et Yuuna, elle finit par vivre à l'auberge Yuragi après avoir vécu seule pendant un certain temps. Elle peut créer des charmes de feuilles qui peuvent se transformer ou transformer d'autres objets en de nouvelles formes.
Oboro Shintō (神刀 朧, Shintō Oboro)
Voix japonaise : Mikako Komatsu,,
La chef domestique et la sœur aînée de Genshiro Ryuga (龍雅 玄士郎, Ryūga Genshirō), le Dieu-Dragon Noir. C'est une femme stoïque qui s'est installée dans l'auberge Yuragi après avoir été impressionnée par les fortes prouesses physiques et spirituelles de Kogarashi. Sa motivation à y emménager est de préserver la lignée de sa famille en tentant de séduire Kogarashi. En suivant ce plan et en interagissant avec les autres résidentes, elle commence à montrer des émotions et de véritables sentiments romantiques. Elle et son frère ont la capacité de transformer leurs bras en lames.
Karura Hiōgi (緋扇 かるら, Hiōgi Karura)
Voix japonaise : Sora Amamiya
Une tengu dont la famille est affiliée à la famille Yoinozaka. Elle est tombée amoureuse de Kogarashi quand il a arrêté un conflit entre les Yoinozaka et la famille Tenko (天狐). Depuis lors, elle a consacré son temps à trouver Kogarashi. Après l'avoir redécouvert, elle l'enlève pour essayer de le forcer à l'épouser à travers un rituel qui échouera. Elle a finalement été rejetée par Kogarashi, mais elle s'efforce de faire se pardonner auprès de ce dernier pour ce qu'elle a fait.
Matra Mikogami (巳虎神 かるら, Mikogami Matora)
Voix japonaise : Natsumi Fujiwara (ja)
Une nue qui adore se battre et recherche des adversaires puissants. Elle sert Karura Hiōgi (qu'elle appelle « princesse » (おひいさん, Ohii-san)). De tempérament très enjoué, elle possède une apparence athlétique, porte des cheveux blancs en bataille et mange souvent une sucette. Elle a trouvé en Nonko une partenaire idéale pour se battre.
Ōga Makyōin (魔境院 逢牙, Makyōin Ōga)
C'est un fantôme de la famille Yatahagane (鋼咫鋼) et le maître de Kogarashi. Sa puissance surpasse même celle de Nonko.
Urara Urakata (浦方 うらら, Urakata Urara)
Voix japonaise : M.A.O
Elle fait partie des ninja Chûma au côté de Hibari et Sagiri, et participe aux missions de l'escadron. Elle maîtrise notamment la télépathie. Loyale et fiable, elle est d'une nature espiègle.
Shion Todoroki (轟 紫音, Todoroki Shion)
Voix japonaise : Miu Tomita
Une cadette au lycée Yukemuri dont Seri Yanazawa était son aînée au collège.
Miria Katsuragi (葛城 ミリア, Katsuragi Miria)
Voix japonaise : Nanami Yamashita (ja)
Une jeune Bagekitsune du clan Tenko. Elle se rend à la pension Yuragi pour savoir si la rumeur concernant Genryūsai Tenko est vraie. Elle entretient une rivalité amicale avec Koyuzu.

## Productions et supports

### Manga

Logo original de la série.

Écrit et dessiné par Tadahiro Miura, Yuragi-sō no Yūna-san (ゆらぎ荘の幽奈さん) est prépublié dans le magazine de prépublication de Shōnen manga Weekly Shōnen Jump à partir du 10e numéro de 2016, publié le 8 février 2016,. Le dernier chapitre est publié dans le 27e numéro du Shōnen Jump, sorti le 8 juin 2020. Les chapitres sont rassemblés et édités dans le format tankōbon par Shūeisha avec le premier volume publié en juin 2016 ; la série compte au total vingt-quatre volumes tankōbon.
En octobre 2017, Seven Seas Entertainment a révélé le lancement du manga pour un public anglais nord-américain sous le titre Yuuna and the Haunted Hot Springs par le biais de leur nouvelle marque de publication Ghost Ship et avec laquelle le premier volume est sorti le 6 mars 2018,. En décembre 2017, Pika Édition a annoncé l'acquisition de la série en français sous le titre Yûna de la pension Yuragi et dont le premier volume est sorti en février 2018.

#### Liste des volumes
| no | Japonais         | Japonais                                                                 | Français         | Français          |
| no | Date de sortie   | ISBN                                                                     | Date de sortie   | ISBN              |
| --- | ---------------- | ------------------------------------------------------------------------ | ---------------- | ----------------- |
| 1 | 3 juin 2016      | 978-4-08-880715-7                                                        | 7 février 2018   | 978-2-8116-3443-8 |
| Au Japon, le volume est intitulé Yuragi-sō no Yūna-san (ゆらぎ荘の幽奈さん).                                                                                 |                  |                                                                          |                  |                   |
| 2 | 4 août 2016      | 978-4-08-880754-6                                                        | 4 avril 2018     | 978-2-8116-4103-0 |
| Au Japon, le volume est intitulé Yūna-san to Koyuzu no kamigakushi (幽奈さんとこゆずの神隠し).                                                               |                  |                                                                          |                  |                   |
| 3 | 4 octobre 2016   | 978-4-08-880794-2                                                        | 6 juin 2018      | 978-2-8116-4104-7 |
| Au Japon, le volume est intitulé Yuragi-sō no Chisaki-san (ゆらぎ荘の千紗希さん).                                                                            |                  |                                                                          |                  |                   |
| 4 | 2 décembre 2016  | 978-4-08-880825-3                                                        | 22 août 2018     | 978-2-8116-4105-4 |
| Au Japon, le volume est intitulé Chīkudansu to Yūna-san (チークダンスと幽奈さん).                                                                            |                  |                                                                          |                  |                   |
| 5 | 4 avril 2017     | 978-4-08-881025-6                                                        | 3 octobre 2018   | 978-2-8116-4469-7 |
| Au Japon, le volume est intitulé Yuragi-sō no Hibari-chan (ゆらぎ荘の雲雀ちゃん).                                                                            |                  |                                                                          |                  |                   |
| 6 | 4 juillet 2017   | 978-4-08-881075-1                                                        | 28 novembre 2018 | 978-2-8116-4470-3 |
| Au Japon, le volume est intitulé Yūna-san to seifuku Dēto (幽奈さんと制服デート).                                                                            |                  |                                                                          |                  |                   |
| 7 | 4 septembre 2017 | 978-4-08-881201-4                                                        | 6 février 2019   | 978-2-8116-4740-7 |
| Au Japon, le volume est intitulé Kogarashi kyūshutsu daisakusen (コガラシ救出大作戦).                                                                        |                  |                                                                          |                  |                   |
| 8 | 2 novembre 2017  | 978-4-08-881220-5                                                        | 3 avril 2019     | 978-2-8116-4752-0 |
| Au Japon, le volume est intitulé Barentain kyōsōkyoku (バレンタイン狂想曲).                                                                                  |                  |                                                                          |                  |                   |
| 9 | 4 janvier 2018   | 978-4-08-881316-5                                                        | 5 juin 2019      | 978-2-8116-4753-7 |
| Au Japon, le volume est intitulé Howaitodē gensōkyoku (ホワイトデー幻想曲).                                                                                  |                  |                                                                          |                  |                   |
| 10 | 4 avril 2018     | 978-4-08-881354-7                                                        | 21 août 2019     | 978-2-8116-4979-1 |
| Au Japon, le volume est intitulé Dai funtō no Matora-san (大奮闘のマトラさん).                                                                               |                  |                                                                          |                  |                   |
| 11 | 4 juillet 2018,  | 978-4-08-881398-1 (édition standard) 978-4-08-908311-6 (édition limitée) | 9 octobre 2019   | 978-2-8116-5149-7 |
| Au Japon, le volume est intitulé Dokiddarake no otomari (ドキッだらけのお泊り).EXTRA : L'édition limitée de 11e volume comporte un OAV,.                     |                  |                                                                          |                  |                   |
| 12 | 4 octobre 2018,  | 978-4-08-881590-9 (édition standard) 978-4-08-908312-3 (édition limitée) | 27 novembre 2019 | 978-2-8116-5150-3 |
| Au Japon, le volume est intitulé Sutoppu!! Dekinai Hibari-chan! (ストップ！！できない雲雀ちゃん！).EXTRA : L'édition limitée de 12e volume comporte un OAV,. |                  |                                                                          |                  |                   |
| 13 | 4 décembre 2018, | 978-4-08-881665-4 (édition standard) 978-4-08-908340-6 (édition limitée) | 5 février 2020   | 978-2-8116-5369-9 |
| Au Japon, le volume est intitulé Rettsufaito! Yuragi-sō (レッツファイト！ゆらぎ荘).EXTRA : L'édition limitée de 13e volume comporte un OAV.                  |                  |                                                                          |                  |                   |
| 14 | 4 février 2019   | 978-4-08-881718-7                                                        | 27 mai 2020      | 978-2-8116-5370-5 |
| Au Japon, le volume est intitulé Kogarashi to shishō (コガラシと師匠).                                                                                       |                  |                                                                          |                  |                   |
| 15 | 4 avril 2019     | 978-4-08-881794-1                                                        | 19 août 2020     | 978-2-8116-5371-2 |
| Au Japon, le volume est intitulé Tenko Genryūsai na Yūna-san (天狐幻流斎な幽奈さん).                                                                         |                  |                                                                          |                  |                   |
| 16 | 4 juin 2019      | 978-4-08-881864-1                                                        | 7 octobre 2020   | 978-2-8116-5825-0 |
| Au Japon, le volume est intitulé Bukiyō na Sagiri-san (不器用な狭霧さん).                                                                                    |                  |                                                                          |                  |                   |
| 17 | 2 août 2019      | 978-4-08-882019-4                                                        | 25 novembre 2020 | 978-2-8116-5835-9 |
| Au Japon, le volume est intitulé Tokiwokakeru Chisaki-san (時をかける千紗希さん).                                                                            |                  |                                                                          |                  |                   |
| 18 | 4 octobre 2019   | 978-4-08-882079-8                                                        | 3 février 2021   | 978-2-8116-6000-0 |
| Au Japon, le volume est intitulé Chitchai koro no Kogarashi-kun (ちっちゃい頃のコガラシ君).                                                                  |                  |                                                                          |                  |                   |
| 19 | 4 décembre 2019  | 978-4-08-882142-9                                                        | 7 avril 2021     | 978-2-8116-6076-5 |
| Au Japon, le volume est intitulé Ōinaru kiki to Kogarashi-kun (大いなる危機とコガラシくん).                                                                  |                  |                                                                          |                  |                   |
| 20 | 4 février 2020   | 978-4-08-882202-0                                                        | 9 juin 2021      | 978-2-81-166077-2 |
| Au Japon, le volume est intitulé Yuragi-sō aki no dai undōkai kaimaku (ゆらぎ荘秋の大運動会開幕).                                                            |                  |                                                                          |                  |                   |
| 21 | 3 avril 2020     | 978-4-08-882251-8                                                        | 18 août 2021     | 978-2-81-166078-9 |
| Au Japon, le volume est intitulé Imechi'en! Yumesaki-sensei (いめちぇん！夢咲先生).                                                                          |                  |                                                                          |                  |                   |
| 22 | 4 juin 2020      | 978-4-08-882333-1                                                        | 13 octobre 2021  | 978-2-81-166079-6 |
| Au Japon, le volume est intitulé Yūna-san, tsutaeru (幽奈さん、伝える).                                                                                      |                  |                                                                          |                  |                   |
| 23 | 4 septembre 2020 | 978-4-08-882406-2                                                        | 24 novembre 2021 | 978-2-81-166080-2 |
| Au Japon, le volume est intitulé Yūna-san, omoidasu (幽奈さん、思い出す).                                                                                    |                  |                                                                          |                  |                   |
| 24 | 4 décembre 2020, | 978-4-08-882496-3 (édition standard) 978-4-08-908385-7 (édition limitée) | 2 février 2022   | 978-2-81-166780-1 |
| Au Japon, le volume est intitulé Yuragi-sō no Yūna-san (ゆらぎ荘の幽奈さん)EXTRA : L'édition limitée de 24e volume comporte un OAV.                          |                  |                                                                          |                  |                   |

### Anime
Le 49e numéro du Weekly Shōnen Jump de 2017, publié le 6 novembre, avait indiqué que le prochain numéro comporterait une « grosse annonce » pour la série. C'est ainsi qu'au 13 novembre 2017, le 50e numéro a révélé la production d'un anime,. Avec un comité de production créée quelques jours avant l'annonce officielle de l'anime,, la maison d'édition Shūeisha a exposé les informations concernant cette adaptation lors de sa présentation au Jump Festa '18 qui s'est déroulée le 16 décembre 2017,. Une série télévisée d'animation est annoncée pour l'été 2018, celle-ci est réalisée par Tsuyoshi Nagasawa au studio XEBEC accompagné de Kyoko Taketani comme character designer, Hideaki Koyasu pour le scénario, Jin Aketagawa en tant que directeur du son et Tomoki Kikuya compose la musique,. Elle est diffusée pour la première fois au Japon entre le 14 juillet et le 29 septembre 2018 sur BS11, Tokyo MX, GYT et GTV, et un peu plus tard sur SUN, KBS, GBS, MTV et AT-X,. Wakanim détient les droits de diffusion en simulcast de la série dans les pays francophones. La série est composée de 12 épisodes répartis dans six coffrets de Blu-ray/DVD.
Un OAV est publié avec l'édition limitée du 11e volume du manga le 4 juillet tandis qu'un second est également prévu avec celle du 12e volume pour le 4 octobre 2018,. Chacun de ces épisodes dure 24 minutes, le premier adaptant le 12e chapitre de la série alors que le second les 22e et 31e chapitres,. Un troisième est sorti avec le 13e volume le 4 décembre 2018, et adapte les 35e et 36e chapitres. Un quatrième OAV a été dévoilée dans le 26e numéro du Shōnen Jump, sorti le 8 juin 2020,. Celui-ci comportera deux épisodes produits par Signal.MD qui sont les adaptations des chapitres 99 et 141, et sortira avec le 24e et dernier volume du manga le 4 décembre 2020,.
La chanson Momoiro Typhoon (桃色タイフーン, Momoiro taifūn) de Luna Haruna sert d'opening à la série tandis que celle de l'ending, Happen: Kogarashi ni fukarete (Happen～木枯らしに吹かれて～), est interprétée par les seiyūs Miyuri Shimabukuro, Eri Suzuki, et Rie Takahashi sous le nom de leurs personnages,,,.

#### Liste des épisodes
| No                                                                                                | Titre français                                                      | Titre japonais                                | Titre japonais                                          | Date de 1re diffusion |
| No                                                                                                | Titre français                                                      | Kanji                                         | Rōmaji                                                  | Date de 1re diffusion |
| ------------------------------------------------------------------------------------------------- | ------------------------------------------------------------------- | --------------------------------------------- | ------------------------------------------------------- | --------------------- |
| OAV 1                                                                                             | Bienvenue à la pension Yuragi Kogarashi se transforme en mousse     | ゆらぎ荘へようこそ コガラシ泡となる           | Yuragi-sō e yōkoso Kogarashi abuku to naru              | 4 juillet 2018        |
| Note : Publié avec l'édition limitée du 11e volume.Adaptation des 12e chapitre du manga.          |                                                                     |                                               |                                                         |                       |
| 1                                                                                                 | Yûna de la pension Yuragi                                           | ゆらぎ荘の幽奈さん                            | Yuragi-sō no Yūna-san                                   | 14 juillet 2018       |
| 2                                                                                                 | Yûna joue au ping-pong                                              | 温泉卓球の幽奈さん                            | Onsen takkyū no Yūna-san                                | 21 juillet 2018       |
| 3                                                                                                 | Yûna va au lycée                                                    | 幽奈さん学校へゆく                            | Yūna-san gakkō e yuku                                   | 28 juillet 2018       |
| 4                                                                                                 | Sagiri, yôkai watching ! Yaya, avec précaution                      | 妖怪ウォッチング！狭霧さん 夜々、おそるおそる | Yōkai wotchingu! Sagiri-san Yaya, osoruosoru            | 4 août 2018           |
| 5                                                                                                 | Les Mensurations de Yûna Nonko, en plein bourre                     | 幽奈さんの身体測定 修羅場の呑子さん           | Yūna-san no karada sokutei Shuraba no Nonko-san         | 11 août 2018          |
| 6                                                                                                 | L'Aventure secrète de Nakai Un doux repos avec Yûna                 | 仲居さんの秘密の冒険 幽奈さんと甘い休日       | Nakai-san no himitsu no bōken Yūna-san to amai kyūjitsu | 18 août 2018          |
| 7                                                                                                 | L'Étrange Disparition de Yûna                                       | 幽奈さんの神隠し                              | Yūna-san no kamigakushi                                 | 25 août 2018          |
| 8                                                                                                 | Oboro ne recule devant rien                                         | 手段を選ばない朧さん                          | Shudan o erabanai Oboro-san                             | 1er septembre 2018    |
| 9                                                                                                 | Chisaki à la pension Yuragi                                         | ゆらぎ荘の千紗希さん                          | Yuragi-sō no Chisaki-san                                | 8 septembre 2018      |
| 10                                                                                                | Sagiri ose trop Kogarashi et la classe de mer                       | 攻め過ぎる狭霧さん 臨海学校とコガラシくん     | Seme sugiru Sagiri-san Rinkai gakkō to kogarashi-kun    | 15 septembre 2018     |
| 11                                                                                                | Danser avec Yûna Sagiri et les examens                              | チークダンスと幽奈さん 期末テストと狭霧さん   | Chīkudansu to Yūna-san Kimatsu tesuto to Sagiri-san     | 22 septembre 2018     |
| 12                                                                                                | Yûna et la pension Yuragi                                           | ゆらぎ荘と幽奈さん                            | Yuragi-sō to Yūna-san                                   | 29 septembre 2018     |
| OAV 2                                                                                             | Oboro de la pension Yuragi Koyuzu et la famille Miyazaki            | ゆらぎ荘の朧さん 宮崎親子とこゆずちゃん       | Yuragi-sō no Oboro-san Miyazaki oyako to Koyuzu-chan    | 4 octobre 2018        |
| Note : Publié avec l'édition limitée du 12e volume.Adaptation des 22e et 31e chapitres du manga.  |                                                                     |                                               |                                                         |                       |
| OAV 3                                                                                             | Yaya et la sétaire verte Oboro est d'accord avec 2 fans             | 夜々と猫じゃらし 朧さんは２推しでいい         | Yaya to nekojarashi Oboro-san wa 2 oshide ii            | 4 décembre 2018       |
| Note : Publié avec l'édition limitée du 13e volume.Adaptation des 35e et 36e chapitres du manga.  |                                                                     |                                               |                                                         |                       |
| OAV FINAL                                                                                         | Kogarashi le maudit Juste à temps !? Incident aux sources chaudes ! | 呪われのコガラシ ギリギリ!? 温泉ハプニング！  | Noroware no Kogarashi Girigiri!? Onsen Hapuningu!       | 4 décembre 2020       |
| Note : Publié avec l'édition limitée du 24e volume.Adaptation des 99e et 141e chapitres du manga. |                                                                     |                                               |                                                         |                       |

### Jeu vidéo
Le 9 juillet 2018, FuRyu Corporation a annoncé que la série de manga est adaptée en jeu vidéo sur PlayStation 4. Intitulé Yuragi-sō no Yūna-san: Yukemuri Dungeon (ゆらぎ荘の幽奈さん 湯けむり迷宮, litt. « Yûna de la pension Yuragi : Le Donjon de vapeur »), il s'agit d'un RPG rogue-like où les joueurs explorent des donjons, et il comporte également des illustrations et des dialogues originaux qui sont par ailleurs doublés par les seiyū de la série anime. Sorti le 15 novembre 2018 au Japon, une version édition limitée du jeu est également proposée, qui comprend trois couvertures de dakimakura, un mini-artbook, et des codes de téléchargement pour les costumes spéciaux.

## Réception
La nature sexuelle de la série dans un magazine dont le lectorat comprenant des enfants a suscité la controverse au Japon.
En janvier 2020, la série de manga a atteint les 3,6 millions de volumes imprimés.